# Glomalin
Glomalin ist ein Glykoprotein, das überwiegend an Hyphen und Sporen von manchen Pilzen vorkommt. Es wird von arbuskulären Mykorrhizapilzen in der Erde und in Wurzeln gebildet. Glomalin ist vermutlich ein Homolog des Hitzeschockproteins Hsp60.
Als Glykoprotein speichert Glomalin Kohlenstoff in Form von Proteinen und Kohlenhydraten (insbesondere Glucose). Es durchsetzt organische Stoffe, die dadurch an Sand, Schluff und Ton gebunden werden. Glomalin enthält etwa 30 bis 40 % Kohlenstoff und einstellige Prozentwerte an Stickstoff und Wasserstoff. Es formt kleine Erdklümpchen. Dieses Granulat lockert den Erdboden auf und bindet Kohlenstoff im Boden. Es erhöht auch die Luftdurchlässigkeit und Wasserspeicherung des Bodens.